# Sergej Sokolov
Sergej Leonidovitj Sokolov (russisk: Сергѐй Леонѝдович Соколо̀в ; født 1. juli 1911, død 31. august 2012) var general og forsvarsminister i Sovjetunionen (1984-1987). Han var en af de faste rådgivere for den russiske forsvarsminister. Han var den ældste marskal af Sovjetunionen. 
Han var barn under Revolutionen i 1917, kæmpede på Østfronten under 2. verdenskrig og var senest udsendt i Afghanistan i 1980. I 1987 blev han fritstillet som forsvarsminister, efter at Mathias Rust havde landet sit fly ved Den Røde Plads i Moskva.

## Ordener
Han er Marskal af Sovjetunionen af 1978, Helt af Sovjetunionen og æresborger i byen Jevpatorija på Krim.